# Bradysia longicubitalis
Bradysia longicubitalis is een muggensoort uit de familie van de rouwmuggen (Sciaridae). De wetenschappelijke naam van de soort is voor het eerst geldig gepubliceerd in 1924 door Lengersdorf.